# アウトワード・バウンド (エリック・ドルフィーのアルバム)
『アウトワード・バウンド』（Outward Bound）は、アメリカ合衆国のジャズ・ミュージシャン、エリック・ドルフィーが1960年に録音・発表したスタジオ・アルバム。プレスティッジ・レコードのサブ・レーベル「ニュー・ジャズ」から発売された。

## 背景
自身初のリーダー・アルバムに当たり、ニューヨークへ移住してから数か月後に制作された。本作でサイドマンを務めたフレディ・ハバードは、ドルフィーがチコ・ハミルトンのグループで活動していた頃からの知り合いで、1960年12月21日には、オーネット・コールマンのアルバム『フリー・ジャズ』（1961年発売）でも共演した。
収録曲「G.W.」は、ドルフィーが1957年、自分に大きな影響を与えたジェラルド・ウィルソンに捧げて作った曲である。本作のセッションで録音された曲のうち「エイプリル・フール」は、当時は未発表となり、1966年発売のアルバム『ヒア・アンド・ゼア』が初出となった。

## 評価
Don DeMichaelは1960年9月1日付の『ダウン・ビート』誌のレビューで満点の5点を付け「ドルフィーはオーネット・コールマンと比較されがちで、とりわけハーモニーに対する観念が似ているが、私はドルフィーのメッセージの方が論理的で、より優れた才能を持っていると思う」「彼は本作で3つの管楽器を使い分けているが、特にバスクラリネットの演奏が興味深い。この軽視されがちな楽器で、彼ほどの響きが披露された例はない」と評している。また、ステュアート・ニコルソンは2021年、『ジャズワイズ』誌の企画「エリック・ドルフィーの必聴アルバム5選」の一つとして本作を挙げ「まだ印象的な業績を挙げていたとは言えない時代の作品だが、彼は最初から、ジャズ界でも特異なスタイルを完成させていた」と評している。

## 収録曲
特記なき楽曲はエリック・ドルフィー作曲。
1. G.W. - "G.W." - 8:00
2. グリーン・ドルフィン・ストリート - "Green Dolphin Street" (Bronisław Kaper, Ned Washington) - 5:46
3. レス - "Les" - 5:14
4. 245 - "245" - 6:51
5. グラッド・トゥ・ビー・アンハッピー - "Glad to Be Unhappy" (Richard Rodgers, Lorenz Hart) - 5:29
6. ミス・トーニ - "Miss Toni" (Charles "Majeed" Greenlee) - 5:42

### リマスターCDボーナス・トラック
1. G.W.（別テイク） - "G.W. (Alternate Take)" - 12:12
2. 245（別テイク） - "245 (Alternate Take)" - 8:12
3. エイプリル・フール - "April Fool" - 4:10

## 参加ミュージシャン
- エリック・ドルフィー - アルト・サクソフォーン(on #1, #3, #4)、バスクラリネット(on #2, #6)、フルート(on #5)
- フレディ・ハバード - トランペット
- ジャッキー・バイアード - ピアノ
- ジョージ・タッカー - ベース
- ロイ・ヘインズ - ドラムス